# Cantó d'Haubourdin

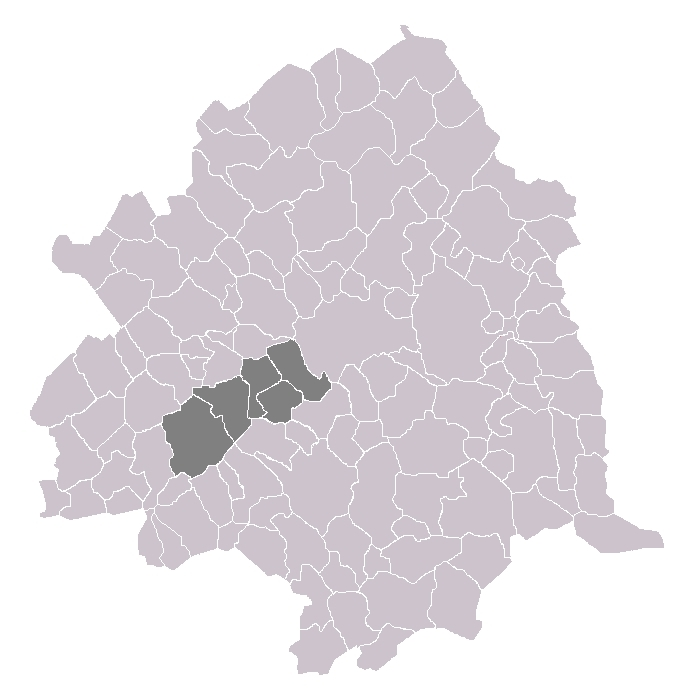
Cantó d'Haubourdin

El cantó d'Haubourdin és una divisió administrativa francesa, situada al departament del Nord i la regió dels Alts de França.

## Composició
El cantó de Haubourdin comprèn les comunes de:
- Emmerin
- Haubourdin
- Loos
- Santes
- Wavrin

## Història
| Date d'elecció                        | Identitat         | Partit |
| ------------------------------------- | ----------------- | ------ |
| 2001-                                 | Daniel Rondelaere | PS     |
| Les dades anteriors no són conegudes. |                   |        |
|                                       |                   |        |

## Demografia
| 1962 | 1968   | 1975   | 1982   | 1990   | 1999   | 2006   |
| ---- | ------ | ------ | ------ | ------ | ------ | ------ |
| -    | 44.403 | 47.876 | 49.068 | 50.290 | 51.470 | 51.942 |